# Paul Brouardel
Paul Camille Hippolyte Brouardel (San Quintino, 13 febbraio 1837 – Parigi, 23 luglio 1906) è stato un igienista, patologo e tossicologo francese.

## Biografia

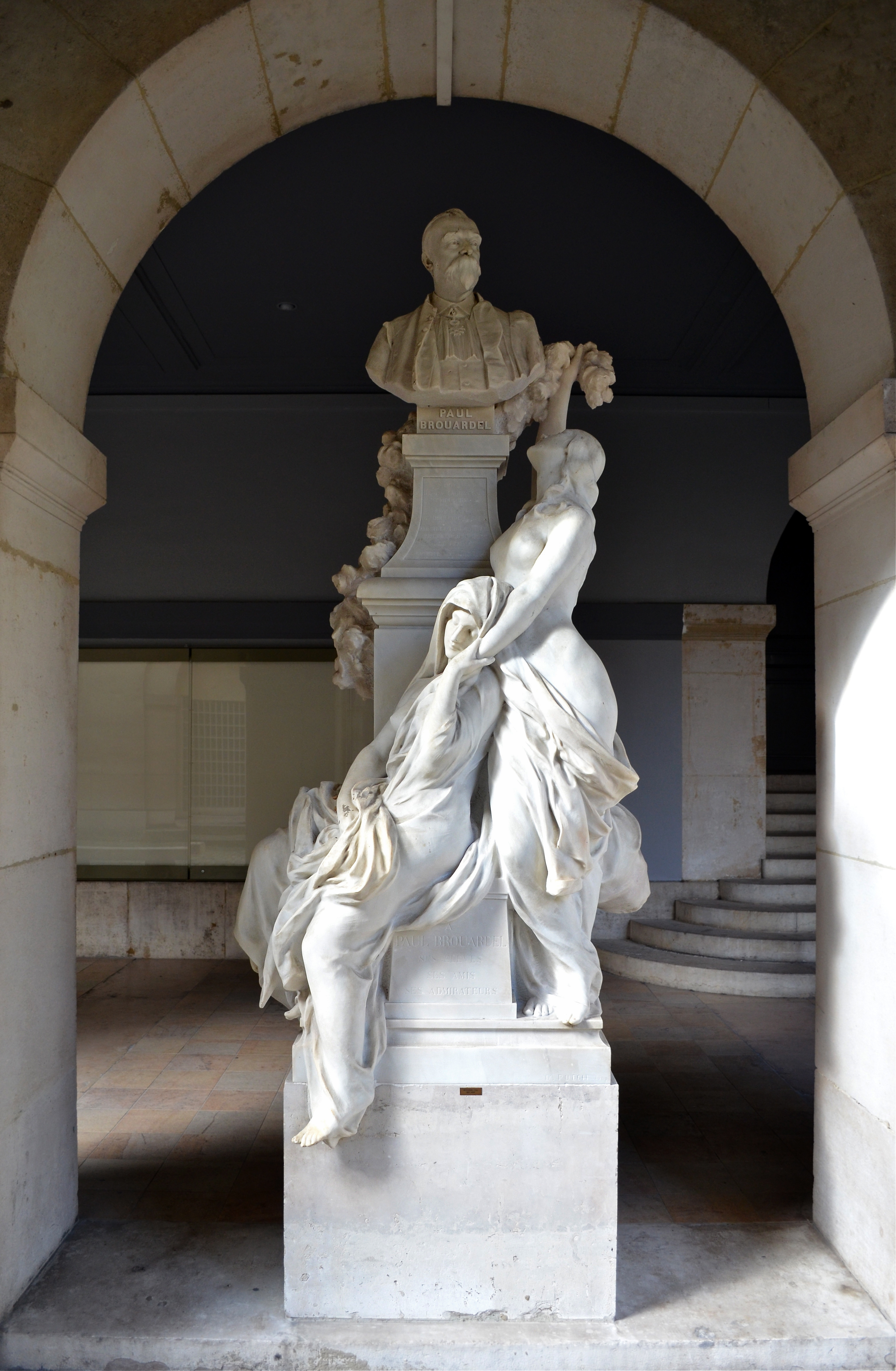
Monumento a Paul Brouard (Parigi, Università Pierre e Marie Curie)

Laureato in Medicina, divenne assistente all'Hôpital Cochin di Parigi nel 1858, aggregato alla facoltà medica di Parigi nel 1859, direttore sanitario dell'Hôpital Saint-Antoine nel 1873, successivamente direttore dell'Hôpital de la Salpêtrière, divenne titolare della cattedra di medicina legale, succedendo ad Auguste Ambroise Tardieu, alla morte di quest'ultimo (1879). Dal 1884 al 1904 fu nominato presidente del Comité consultatif d'hygiène publique (Comitato consultivo di Igiene pubblica), un importante incarico governativo alle dirette dipendenze del ministero degli interni, con le funzioni che saranno attribuite successivamente al ministero francese della Sanità. Nel 1886 divenne doyen de l'École de Médecine de Paris (preside della facoltà di medicina), e di adoperò a divulgare nella principale facoltà universitaria medica francese i risultati delle esperienze di Pasteur. Fu ammesso all'Académie des sciences il 5 dicembre 1892 e nel 1899 fu eletto presidente dell'Association française pour l'avancement des sciences (AFAS), l'equivalente francese dell'Associazione britannica per l'avanzamento della scienza.
Paul Brouardel è considerato uno dei padri della moderna medicina legale, disciplina a cui diede un metodo rigoroso. Diede grande impulso alla tossicologia, con l'aiuto dei suoi allievi. La sua opera scientifica, riassunta nei 18 volumi del Traité d'hygiène e nei 10 volumi del Traité de médecine et de Thérapeutique, concerne tutti i problemi della Medicina legale e dell'Igiene.

## Scritti (selezione)
- (in collaborazione con Ernest Mosny), Traité d'hygiène
- (in collaborazione con Augustin Nicolas Gilbert e Joseph Girode), Traité de médecine et de Thérapeutique, 10 voll., 1895–1902
- De la tuberculisation des organes génitaux de la femme , thèse de médecine, 1865
- Compte rendu des travaux de la Société anatomique de Paris, 1865
- De l'exercice et de l'enseignement de la médecine, 1873
- Eloge de M. Félix Bricheteau, lu à la Société anatomique, 1874
- Accidents causés par les substances alimentaires d'origine animale contenant des alcaloïdes toxiques, 1889
- Recherches expérimentales sur la mort par submersion brusque, 1889
- La Vaccination Obligatoire et la Prophylaxis de la Variole Discours à l'Académie de médecine, 1891
- Rôle du médecin dans les cas où la communication d'une maladie vénérienne est invoquée pour obtenir la séparation de corps ou le divorce, 1900
- Accidents causés par l'addition des antiseptiques aux aliments, 1903
- La nouvelle Loi sur la Santé Publique, 1904
- Le voisinage d'un établissement dans lequel on soigne des tuberculeux constitue-t-il un danger, 1906
- Les attentats aux moeurs, 1906